# 1995 PK
1995 PK är en asteroid i huvudbältet som upptäcktes den 3 augusti 1995 av den japanska astronomen Satoru Otomo i Kiyosato.
Asteroiden har en diameter på ungefär 4 kilometer.